# Catraca Livre
Catraca Livre é um site de notícias diárias alinhado à esquerda política. Criado em 2008, o portal divulga principalmente eventos culturais e matérias de temas como cidadania, educação, carreira, bem-estar, gastronomia, além de descontos e serviços úteis que auxiliam no dia.
A ideia de criar o Catraca Livre surgiu com o jornalista Gilberto Dimenstein, dentro da incubadora de projetos sociais da Universidade Harvard (EUA). No Brasil, o site foi desenvolvido junto a estudantes da USP (Universidade de São Paulo), PUC-SP (Pontifícia Universidade Católica de São Paulo), FAAP (Fundação Armando Alvares Penteado), Universidade Mackenzie e Universidade Metodista de São Paulo.[carece de fontes?]
É um dos sites de notícias mais populares do Brasil, tendo forte presença nas redes sociais. No Facebook, a página principal do veículo conta com cerca de 9 milhões de seguidores.
Em 2018, o site anunciou uma campanha contra o então candidato à presidência Jair Bolsonaro.

## Prêmios
| Prêmio                         | Ano  | Categoria     | Juri         | Resultado | Refs                              |
| ------------------------------ | ---- | ------------- | ------------ | --------- | --------------------------------- |
| Digital Awards                 | 2017 | Sites e Blogs | Técnico      | Venceu    | [ 8 ]                             |
| Prêmio Veículos de Comunicação | 2017 | Blogs         | Academia     | Venceu    | [ 9 ]                             |
| Jovem Brasileiro               | 2015 | Internet      | Técnico      | Venceu    | [ 10 ] [ carece de fonte melhor ] |
| E-award                        | 2014 | Digital       | Desconhecido | Venceu    | [ 11 ] [ carece de fonte melhor ] |
| Social Tech                    | 2013 | Digital       | Técnico      | Venceu    | [carece de fontes?]               |
| The BOBs                       | 2012 | Melhor Blog   | Desconhecido | Venceu    | [carece de fontes?]               |